# Hof ter Hille
De abdijhoeve Hof ter Hille is een voormalige hoeve van de voormalige Duinenabdij in de Belgische badplaats Oostduinkerke.

## Geschiedenis
Het domein werd in 1342 door de Duinenabdij aangekocht van een Franse edelman in ballingschap. Een eeuw later werd een deel van het domein overgeheveld naar de Duinenhoeve de Grote Labeure in Oostduinkerke, waarna Hof ter Hille tot het einde van het Ancien Régime met ca. 40 ha verpacht werd voor rekening van de abdij.
In 1796 werd Ten Duinen, intussen te Brugge, door de Franse republiek genationaliseerd. Hof ter Hille werd na een openbare verkoop opnieuw eigendom van de monniken. Het hof bestond toen uit een woonhuis en twee stallen of schuren. Louis Desmet was toen de pachter.
In 1821 werd Hof ter Hille door de laatste monniken van de Duinenabdij verkocht aan de Brugse baron Van Zuylen. Na de Eerste Wereldoorlog werd de hoeve aangekocht door de pachters.
De resten van Hof ter Hille bevinden zich momenteel op en onder het gelijknamige golfterrein. Er werden in 2009 archeologische opgravingen uitgevoerd.